# Apatura transveleta
Apatura transveleta är en fjärilsart som beskrevs av Cabeau 1910. Apatura transveleta ingår i släktet Apatura och familjen praktfjärilar. Inga underarter finns listade i Catalogue of Life.